# Bad Boys (film 1983)
Bad Boys è un film del 1983 diretto da Rick Rosenthal con Sean Penn, Esai Morales, Clancy Brown e Alli Sheedy. La colonna sonora è stata composta da Bill Conti.

## Trama
Michael O'Brien è un teppista irlandese di 16 anni di Chicago. Nonostante la maggior parte dei suoi crimini siano semplici atti di vandalismo, il giovane decide di rubare una valigetta contenente della droga al suo rivale, Paco Moreno. Tutto va storto: il migliore amico di Michael, Carl Brenner, viene ucciso, e Michael, mentre tenta di sfuggire alla polizia, investe accidentalmente il fratello di Paco, un ragazzino di 8 anni che stava tornando a casa. Michael viene così inviato in un carcere minorile, dove incontra Barry Horowitz, suo compagno di cella. Il riformatorio è controllato da una coppia di delinquenti: Lofgren, soprannominato "Vichingo", e Warren Jerome, soprannominato "Tweety". I due decidono di dare il benvenuto a Michael, provocandolo il più possibile. Il tutto sfocia in una violenta rissa nella quale Michael riesce a stendere selvaggiamente i due delinquenti, diventando così il nuovo "capo" del riformatorio. Nel frattempo, per vendicare la morte di suo fratello, Paco stupra la ragazza di Michael, J.C. Walenski. Dopo aver sentito dello stupro, Michael vuole disperatamente vedere la ragazza, così lui e Horowitz tentano di evadere. Nonostante Michael riesca a sfuggire, Horowitz cade tra il filo spinato, venendo così catturato. Il giovane riesce ad incontrare la ragazza e, dopo un breve incontro, è costretto a tornare in riformatorio.
Intanto Paco viene condannato per stupro e viene spedito nello stesso carcere minorile di Michael. Il personale del riformatorio è pienamente consapevole del potenziale pericolo, ma siccome non ci sono altri posti disponibili, tentano in tutti i modi di trasferire il più velocemente possibile Paco in un altro riformatorio. Nel frattempo Horowitz tenta di danneggiare Paco per Michael, impiantando del fertilizzante in una radio posta nella cella di Paco e Lofgren. Quando la carica esplode però, quello a venire colpito è il Vichingo, e Horowitz è condannato ad un isolamento permanente, un destino che teme più di ogni altro. Alla fine, nonostante il trasferimento di Paco sia organizzato, il portoricano si scontra con Michael la notte prima. Al fine di evitare l'intervento del personale, Herrera, che era in pattuglia di notte, viene ingannato da Paco, che lo ferisce e lo rinchiude nella sua postazione. L'intero riformatorio è quindi nel caos. I due si scontrano in una rissa all'ultimo sangue che vede Michael trionfare. L'irlandese decide però di non uccidere Paco, resistendo alla tentazione. Una volta trascinato il corpo davanti al personale, appena giunto sul luogo della rissa, l'irlandese torna nella sua cella, in un grido che è un misto tra rimorso, gioia e dolore.

## Accoglienza
Con un budget di 5 milioni di dollari, la pellicola ne incassò poco più di 9 milioni al botteghino. Dalla critica il film fu accolto positivamente, con il critico Roger Ebert che elogiò in particolare la grande regia.

## Curiosità
- Jamie Lee Curtis appare in un piccolo cameo: l'attrice aveva già lavorato con Rosenthal in Il signore della morte, proprio il film che viene trasmesso al cinema durante una scena.
- Questo film segna il debutto cinematografico di Ally Sheedy, nonché dell'attore e doppiatore Clancy Brown
- Nella scena della lotta col coltello per errore di regia si vede in mezzo al gruppo di ragazzi il cameraman che riprende